# Landwirtschaftskammer Nordrhein-Westfalen

Gebäude der Landwirtschaftskammer Nordrhein-Westfalen, Nevinghoff 40, 48147 Münster (Foto: 2012)

Die Landwirtschaftskammer Nordrhein-Westfalen mit Sitz in Münster ist eine Körperschaft des öffentlichen Rechts mit dem Aufgabenschwerpunkt, die Landwirtschaft und die in ihr Berufstätigen zu fördern und zu betreuen sowie den ländlichen Raum zu stärken. Sie ging am 1. Januar 2004 aus einer Fusion der bis dahin selbstständigen Landwirtschaftskammern Rheinland (mit Sitz in Bonn) und Westfalen-Lippe (mit Sitz in Münster) hervor.

## Aufgaben
Das Aufgabenspektrum der Landwirtschaftskammer Nordrhein-Westfalen ist im Gesetz über die Errichtung der Landwirtschaftskammer Nordrhein-Westfalen (Landwirtschaftskammergesetz – LWKG) festgelegt und umfasst im Wesentlichen die Aufgaben:
- Förderung der Wirtschaftlichkeit, der Umweltverträglichkeit und des Verbraucherschutzes bei der landwirtschaftlichen Erzeugung.
- Hinwirkung auf eine flächenbezogene und artgerechte Tierhaltung.
- Förderung des ökologischen Landbaus.
- Durchführung der Berufsausbildung und beruflichen Fortbildung des Berufsnachwuchses sowie der Weiterbildung aller in der Landwirtschaft Tätigen; Unterstützung und Beratung der Betriebe in ihrer nachhaltigen Entwicklung. Dazu unterhält die Landwirtschaftskammer unter anderem Bildungszentren und Gartenbauversuchszentren in Essen, Köln, Münster und Straelen.
- Mitwirkung und Beratung bei der Vermarktung der produzierten landwirtschaftlichen Erzeugnisse; Förderung der Erzeugerzusammenschlüsse und der regionalen Vermarktung.
- Erschließung von zusätzlichen Potenzialen in der Produktion, im Absatz und beim Einkommen, insbesondere bei nachwachsenden Rohstoffen und erneuerbaren Energien.
- Vermittlung in Fragen des Natur-, Tier-, Umwelt- und Verbraucherschutzes.
- Hinwirkung auf eine Gleichstellung von Frauen und Männern in allen Bereichen der Landwirtschaft.
- Vermittlung der Bedeutung der Landwirtschaft für Natur-, Tier-, Umwelt- und Verbraucherschutz in die Gesellschaft; Förderung des Dialoges mit allen gesellschaftlich relevanten Gruppen.

## Aufbau
Die Landwirtschaftskammer Nordrhein-Westfalen ist eine berufsständische Selbstverwaltungskörperschaft, in der gewählte Landwirte, Landfrauen und Gärtner die ehrenamtlichen Entscheidungsgremien bilden. Sie werden für sechs Jahre gewählt. Alle Gremien der Landwirtschaftskammer bestehen zu zwei Dritteln aus Vertretern der Unternehmer und zu einem Drittel aus Vertretern der Arbeitnehmer.
Oberstes Beschlussorgan ist die Hauptversammlung, die aus 174 gewählten Mitgliedern besteht. Weitere 18 Personen aus den Bereichen der Wissenschaft, der Berufsverbände und der Landfrauen werden von der Hauptversammlung als Mitglieder berufen. Die Hauptversammlung tagt mindestens einmal jährlich. Sie fasst die grundsätzlichen Beschlüsse für die Aufgaben der Kammer und beschließt den Haushalt.
Der Hauptausschuss wird von der Hauptversammlung gewählt und besteht aus dem Präsidenten, seinen beiden Stellvertretern und 15 weiteren Mitgliedern. Der Hauptausschuss ist die dauernde Vertretung der Hauptversammlung. Er tagt in der Regel monatlich und gibt der Verwaltung die zur Durchführung der Aufgaben erforderlichen Weisungen. Der Hauptausschuss ist vergleichbar mit dem Vorstand einer Aktiengesellschaft.
An der Spitze der Landwirtschaftskammer steht der ehrenamtliche Präsident. Er ist Vorsitzender der Hauptversammlung und des Hauptausschusses und übt die oberste Dienstaufsicht aus.
Der Direktor ist Leiter der Verwaltung. Er führt die laufenden Geschäfte und ist Dienstvorgesetzter der Beschäftigten der Landwirtschaftskammer. Er ist zugleich Landesbeauftragter und in dieser Eigenschaft eine Landesoberbehörde des Landes Nordrhein-Westfalen.